# بيت جعمل (الحيمة الداخلية)

تعديل مصدري - تعديل

بيت جعمل هي إحدى قرى عزلة بني النمري بمديرية الحيمة الداخلية التابعة لمحافظة صنعاء، بلغ تعداد سكانها 230 نسمة حسب تعداد اليمن لعام 2004.